# 응우옌퐁
응우옌퐁(베트남어: Nguyên Phong / 元豊 원풍 / 1251년 2월 ~ 1258년 2월)은 베트남 쩐 왕조(陳朝) 태종(太宗) 쩐까인(陳煚)의 세번째 연호이다.

## 개원
- 티엔응찐빈(天應政平) 20년(1251년) 2월에 연호를 응우옌퐁(元豊)으로 개원함.[1]

- 응우옌퐁(元豊) 8년 2월 24일[2](율리우스력 1258년 3월 30일)에 연호를 티에우롱(紹隆)으로 개원함.[1][3]

## 연대 대조표
| 응우옌퐁 | 서기(西紀) | 간지(干支) | 남송 연호       |
| 원년     | 1251년     | 신해(辛亥) | 순우(淳祐) 11년 |
| 2년      | 1252년     | 임자(壬子) | 순우 12년       |
| 3년      | 1253년     | 계축(癸丑) | 보우(寶祐) 원년 |
| 4년      | 1254년     | 갑인(甲寅) | 보우 2년        |
| 5년      | 1255년     | 을묘(乙卯) | 보우 3년        |
| 6년      | 1256년     | 병진(丙辰) | 보우 4년        |
| 7년      | 1257년     | 정사(丁巳) | 보우 5년        |
| 8년      | 1258년     | 무오(戊午) | 보우 6년        |

## 동시대 연호

### 중국
남송(南宋)
- 순우(淳祐) (1241년 ~ 1252년)
- 보우(寶祐) (1253년 ~ 1258년)

대리국(大理國)
- 도륭(道隆) (1239년 ~ 1251년)
- 천정(天定) (1251년 ~ 1254년)

### 일본
- 겐초(建長) (1249년 ~ 1256년)
- 고겐(康元) (1256년 ~ 1257년)
- 쇼카(正嘉) (1257년 ~ 1259년)

## 같이 보기
- 다른 왕조의 같은 연호
  - 북송(北宋) 원풍(元豊, 1078년 ~ 1085년)

- 베트남의 연호